# 讷梅尼勒
讷梅尼勒（法語：Neufmesnil，法語發音：[nømɛnil]）是法国芒什省的一个市镇，属于库唐斯区。

## 地理
讷梅尼勒（49°18'42"N, 1°32'22"W）面积5.33 平方千米，位于法国诺曼底大区芒什省，该省份为法国西北部沿海省份，西、北、东北三面环大西洋，东起顺时针与卡爾瓦多斯省、奧恩省、马耶讷省和伊勒-维莱讷省接壤。
与讷梅尼勒接壤的市镇（或旧市镇、城区）包括：多维尔、拉艾、蒙瑟内勒、瓦朗格贝克。

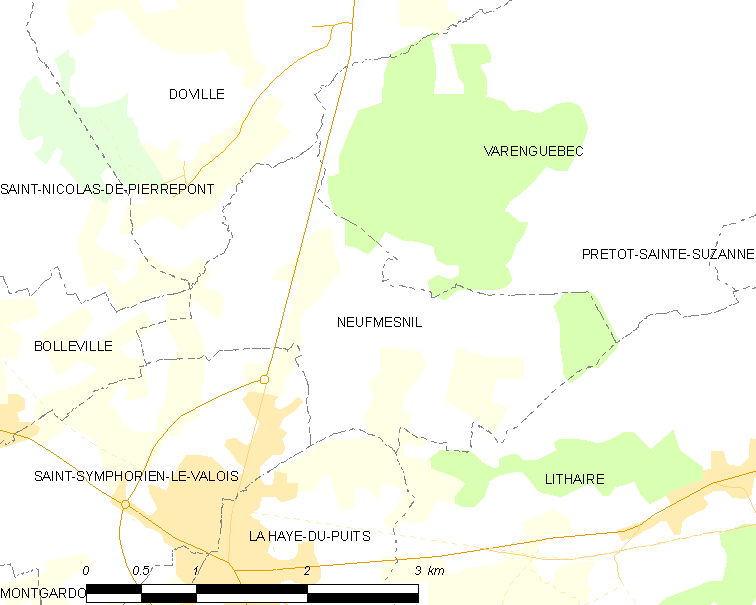
讷梅尼勒的OSM定位图

讷梅尼勒的时区为UTC+01:00、UTC+02:00（夏令时）。

## 行政
讷梅尼勒的邮政编码为50250，INSEE市镇编码为50372。

## 政治
讷梅尼勒所属的省级选区为克雷昂斯县。

## 人口

1962-2008年间讷梅尼勒人口变化图示

讷梅尼勒于2022年1月1日时的人口数量为174人。